# هان بوک ریو

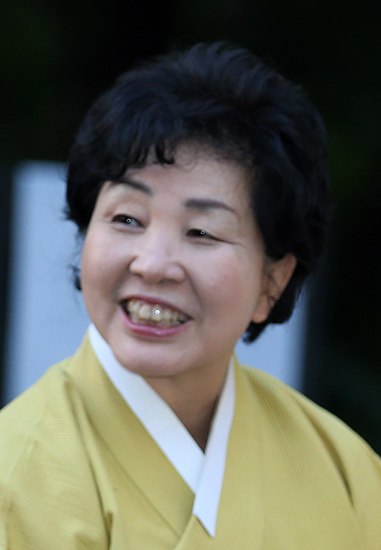
هان بوک ریو (۲۰۱۳)

هان بوک ریو (Han Bok-ryeo) (韓福麗؛ زادهٔ ۱۳ مه ۱۹۴۷) کارشناسی ارشد باغبانی از دانشگاه سئول و مهندسی غذا از دانشگاه کره و دکترای خود را در رشته تغذیه از دانشگاه Myongji گرفت.
او اکنون مدیر مؤسسه غذاهای سلطنتی کره است و دو رستوران کره ای به نام‌های «Jihwaja» (지화자) و «Gungyeon» (궁연) را اداره می‌کند.

## کتابشناسی - فهرست کتب
- ۱۹۸۵، غذاهای سلطنتی دادگاه و آشپزی سئول (Daewonsa، سری کتاب‌های رنگی)
- ۱۹۸۹، Tteok and Snacks (Daewonsa، سری کتاب‌های رنگی)
- ۱۹۹۱، غذاهای سنتی کره ای
- ۱۹۹۱، Han Bok-ryeo's Bop (درخت ریشه دار)
- ۱۹۹۵، آشپزی سئول و غذای سلطنتی دادگاه (Daewonsa، سری کتاب‌های رنگی)
- ۱۹۹۵، چگونه خمیر سویا را مانند خمیر مادرشوهر از The Head Family (Dunggie) درست کنیم
- ۱۹۹۷، زندگی غذایی در دادگاه (مجموعه جامع غذای کره ای شماره ۶، بنیاد میراث فرهنگی کره)
- ۱۹۹۸، آشپزی سرگرم‌کننده است وقتی دستور غذای هان بوک ریو را دنبال می‌کنید (Joongang M&B)
- ۱۹۹۸، ما باید این آشپزی را بشناسیم 100 (Hyeonamsa)
- ۱۹۹۹، ما باید این کیمچی ۱۰۰ را بشناسیم (Hyeonamsa)
- ۱۹۹۹، Tteok را به راحتی، خوشمزه و زیبا درست کنید (مؤسسه غذاهای سلطنتی کره)
- ۱۹۹۹، دوباره ببینید و غذای سنتی را مطالعه کنید، Eumsik dimibang (مؤسسه غذاهای سلطنتی کره ای)
- ۱۹۹۹، داستان غذای کناری هان بوک-ریو (Joongang M&B)
- ۲۰۰۰، Hangwha را به راحتی، خوشمزه و زیبا درست کنید (مؤسسه غذاهای سلطنتی کره ای)
- ۲۰۰۰، غذای کره ای هان بوک-ریو و چوی نان-هوا (Joongang M&B)
- ۲۰۰۰، Han Bok-ryeo's Guk , Jjigae و Jeongol (Joongang M&B)
- ۲۰۰۱، غذای کره ای هان بوک ریو 278 (Joongang M&B)
- ۲۰۰۱، دوباره ببینید و jeonsunmussangsinnsikyorijebup (مؤسسه غذاهای سلطنتی کره ای) را مطالعه کنید
- ۲۰۰۳، هوانگ هی سئونگ، هان بوک ریو، غذای دربار سلطنتی جئونگ گیل-جا در خط خانواده (مؤسسه غذاهای سلطنتی کره)
- ۲۰۰۴، در خانه غذاهای سلطنتی دربار درست کنید
- ۲۰۰۵، کتاب آشپز نگرانی در مورد غذاهای جانبی را از بین می‌برد (Joongang M&B)
- ۲۰۰۷، دوباره ببینید و Sanga yorok (مؤسسه غذاهای سلطنتی کره ای) را مطالعه کنید
- ۲۰۰۸، کتاب کوک مادر به دختر می‌دهد (مجله زندگی خانه‌دار)